# 金券の日
金券の日（きんけんのひ）は、日本チケット商協同組合が制定し一般社団法人日本記念日協会が認定した記念日。毎年10月9日に定められている。日付はチケットショップが取り扱う商品券やプリペイドカードなどは生活に役立つお得な金券であることから10と9で「トク（得）」と読む語呂合わせから。2016年に制定。